# OFF OFF Bühne
Die OFF OFF Bühne war in den Jahren 1993 bis 2004 eine Zürcher Theatergruppe, die ihre Uraufführungen in der Regel im Theaterhaus Gessnerallee inszenierte.

## Geschichte
Die OFF OFF Bühne wurde 1993/94 gegründet, nach dem Erfolg der Inszenierung von David Mamets Sexual Perversity in Chicago. Der Schauspieler Pascal Ulli produzierte – gemeinsam mit Igor Bauersima, Ingrid Sattes und Alexander Seibt – dieses multimediale Filmtheater.
Die vier beschlossen, weiter gemeinsam zu arbeiten und gründeten die OFF OFF Bühne, den Namen bekam sie nach den Off-Off-Bühnen am Broadway in New York City.
In Teamarbeit entstanden weitere Produktionen, Igor Bauersimas neun eigene Stücke und Werke anderer zeitgenössischer Dramatiker, bei denen er auch Regie führte. Die Gruppe setzte Method Acting und konsequent Film ein und führte den Begriff Filmtheater in Zürich ein.
Die Produktionen Tourist Saga (1995), Forever Godard (1998) und Context (1999) werden vom deutschen Theaterfestival Impulse unter dreihundert Produktionen ausgewählt und zur Städtetournee 1995, 1998 und 1999 nach Nordrhein-Westfalen eingeladen.
Die OFF OFF Bühne erhielt 1998 als beste freie Theaterproduktion im deutschsprachigen Raum den Wanderpokal 1998 sowie eine Fernsehaufzeichnung durch ZDF/3sat für Forever Godard.
2004 wurde die OFF OFF Bühne aufgelöst.